# Anton Salmson
Anton Salmson (14 de diciembre de 1870 - 2 de mayo de 1926) fue un cantante de ópera, actor y director teatral de nacionalidad sueca.

## Biografía
Nacido en Estocolmo, Suecia, su nombre completo era Abraham Anton Gambetta Salmson. Salmson debutó a los 17 años de edad en el Svenska teatern de Estocolmo, trabajando varios años en dicho centro. Entre 1891 y 1894 estuvo contratado por el Vasateatern, formando parte en los siguientes cinco años del Eldorado en Oslo. 
El 1 de septiembre de 1904 formó una compañía teatral propia, con la cual llevó a cabo giras representando operetas. En 1909 se hizo cargo del Östermalmsteatern dirigido por Albert Ranft, renombrándolo Operett-teatern - De tusen rosornas teater. Tras una temporada, fue a trabajar fuera de Estocolomo, permaneciendo un tiempo en Helsinki. 
Anton Salmson también fue actor cinematográfico, y grabó diversas producciones discográficas. Falleció en 1926 en Landskrona, Suecia.

## Teatro
- 1892 : Jack och Bob, de Edward Jakobowski, Claxson Bellamy y Harry Paulton, Vasateatern[1]
- 1893 : Dockféen, de Josef Bayer, Vasateatern[2]
- 1894 : En séance vid Saltsjöbaden, de Harald Leipziger, Vasateatern[3]

## Filmografía
- 1912 : En moders kaerlighed
- 1912 : Den stærkeste
- 1912 : Guvernørens datter
- 1913 : Den tredje makten
- 1913 : Flykten genom rymden
- 1915 : Strejken

## Discografía
Grabaciones para Nicole Record en 1904: 
- Det myckna vi ha'
- Cuplé de "Saint Cyr"
- Edison kuplett, de la opereta "Stackars Jonathan"
- Eulaliavisan, de "Trollkarlen vid Nilen"
- Ge du sjutton i kritiken
- En grön yngling
- Har ni hört den förskräckliga händelsen
- Jag skulle aldrig ha' gått dit
- Cuplé de "Gubben i Renberget"
- Om nå'n bjuder
- Per Telefon
- Soldatens fröjd, de "Flickornas gossar"
- Taludiluttanlei

Grabaciones para Polydor Records:
- Telefonfröknar
- När turisterna komma till stan